# Sylvilagus cunicularius
Espèce
Statut de conservation UICN

 LC  : Préoccupation mineure
Sylvilagus cunicularius est une espèce de lapin de la famille des Léporidés endémique du Mexique.

## Liste des sous-espèces
Selon Mammal Species of the World (version 3, 2005)  (31 oct. 2010) :
- sous-espèce Sylvilagus cunicularius cunicularius
- sous-espèce Sylvilagus cunicularius insolitus